# Okroug urbain de Fokino
La ville fermée de Fokino (en russe : ЗАТО Фо́кино, ZATO Fokino), ou okroug urbain de Fokino (en russe : Городской округ город Фокино, Gorodskoï okroug gorod Fokino) est une subdivision administrative (ville d'importance régionale) et une municipalité (okroug urbain) du kraï du Primorié en Russie. Situé en Extrême-Orient russe, il se situe dans le sud du Primorié, et il baigné par la mer du Japon. Son centre administratif est la ville de Fokino, et il compte en tout 3 localités. Sa population s'élevait à 27 084 habitants en 2023.

## Démographie
Recensements (*) ou estimations de la population,:
| 1970*  | 2002*  | 2010*  | 2021*  |
| ------ | ------ | ------ | ------ |
| 23 700 | 36 189 | 32 164 | 27 398 |

| 2022   | 2023   | - | - |
| ------ | ------ | - | - |
| 27 318 | 27 084 | - | - |

## Localités
L'okroug urbain de Fokino comptait au 29 juin 2023 3 localités, dont une ville.
| Liste des localités | Liste des localités | Liste des localités | Liste des localités         | Liste des localités         |
| N°                  | Localité            | Statut              | Population Recensement 2010 | Population Recensement 2021 |
| ------------------- | ------------------- | ------------------- | --------------------------- | --------------------------- |
| 1                   | Douban              | commune urbaine     | 7 581                       | 6 980                       |
| 2                   | Poutiatine          | commune urbaine     | 887                         | 707                         |
| 3                   | Fokino              | ville               | 23 696                      | 19 711                      |